# Dirección General de Políticas de Desarrollo Sostenible
La Dirección General de Políticas de Desarrollo Sostenible (DGPOLDES) de España es el órgano directivo del Ministerio de Asuntos Exteriores, adscrito a la Secretaría de Estado de Cooperación Internacional, encargado de asistir a la Secretaría de Estado en la planificación, dirección, ejecución y seguimiento de la política de cooperación para el desarrollo sostenible.
Como órgano sucesor de la Secretaría General de Cooperación Internacional para el Desarrollo, al director general le corresponde la vicepresidencia de la Agencia Española de Cooperación Internacional para el Desarrollo.

## Historia
Los orígenes de la dirección general se remontan a 2004 con la existencia de la subdirección general de Planificación y Evaluación de Políticas de Desarrollo que asumía estas competencias, sin embargo como dirección general no aparecerá hasta 2005 cuando este órgano se eleva de categoría bajo la denominación de Dirección General de Planificación y Evaluación de Políticas para el Desarrollo.
Sin embargo, a finales de 2011 el cambio de gobierno suprime la dirección general transfiriendo sus competencias a un órgano de rango superior llamado Secretaría General de Cooperación Internacional para el Desarrollo.
La DGPOLDES nace en el verano de 2017. El ministro de Asuntos Exteriores, Alfonso Dastis, promueve una reforma del Ministerio mediante la cual se suprimía la Secretaría General de Cooperación Internacional para el Desarrollo y sus funciones pasaban a un órgano de menor categoría, la actual Dirección General de Políticas de Desarrollo Sostenible. Este nuevo órgano se configuró mediante dos subdirecciones generales —de Planificación, Coherencia de Políticas y Evaluación (desde 2018 «de Planificación y de Coherencia de Políticas») y de Políticas de Desarrollo Multilateral y Europeas—, así como una División de Evaluación de Políticas para el Desarrollo y Gestión del Conocimiento.
Siete años después, en noviembre de 2024, los órganos directivos de la Dirección General se renombrarón como Subdirección General de Planificación, Seguimiento y Coherencia de Políticas y Subdirección General de Políticas de Desarrollo Multilaterales y Europeas, respectivamente, al tiempo que la mencionada División se transformó en la Oficina de Evaluación de la Cooperación Española (OECE), pasando a depender directamente de la Secretaría de Estado, por mandato de la ey 1/2023, de 20 de febrero, de Cooperación para el Desarrollo Sostenible y la Solidaridad Global.

## Estructura y funciones
Salvo las competencias ya mencionadas, el resto de sus funciones las ejerce a través de su estructura orgánica:
- La Subdirección General de Planificación, Seguimiento y Coherencia de Políticas, a la que le corresponde la planificación estratégica y seguimiento de las políticas para el desarrollo sostenible en la cooperación española, el impulso y coordinación para que esta contribución cumpla con la Agenda 2030, el impulso de la transparencia y rendición de cuentas en su ámbito de actuación y la secretaría y asistencia a órganos de coordinación y consulta sobre cooperación. También se encarga de fomentar el conocimiento y la innovación, la realización de estudios y propuesta de mejoras en las políticas de cooperación al desarrollo.
- La Subdirección General de Políticas de Desarrollo Multilaterales y Europeas, a la que le corresponde la coordinación de la representación española en los diferentes organismos internacionales y foros multilaterales que aborden asuntos de desarrollo sostenible y su financiación.

Las dos subdirecciones generales, en el ámbito de sus competencias, asumen la negociación y tramitación interna de los acuerdos internacionales, bilaterales y multilaterales, relacionados con los ámbitos de su responsabilidad.

## Titulares
Desde su creación en 2005, sus titulares han recibido la denominación de directores generales de Planificación y Evaluación de Políticas para el Desarrollo y la actual, directores generales de Políticas de Desarrollo Sostenible.
- Milagros Hernando Echevarría (2005-2008)
- Juan López-Doriga Pérez (2008-2011)
- José María Fernández López de Turiso (2011-2011)
- María Cristina Pérez Gutiérrez (2017-2018)
- Gabriel Ferrero y de Loma-Osorio (2018-2021)
- Javier Salido Ortiz (2021-21 de julio de 2021)[4]
- Mon González Ferrán. Directora general interina en funciones entre el 21 de julio y el 20 de octubre de 2021 como subdirectora general de Planificación y Coherencia de Políticas.
- Eva del Hoyo Barbolla (2021-2024)[5]
- Sergio Colina Martin (2024-presente)[6]